# Medaliści igrzysk olimpijskich w pięcioboju nowoczesnym
Medaliści igrzysk olimpijskich w pięcioboju nowoczesnym – pierwszy raz pięciobój pojawił się na igrzyskach olimpijskich w 1912. Kobiety po raz pierwszy startowały w Sydney w 2000.

## Mężczyźni

### Indywidualnie
| Rok i miejsce       | Zwycięzca             | 2. miejsce             | 3. miejsce             |
| ------------------- | --------------------- | ---------------------- | ---------------------- |
| 1912 Sztokholm      | Gösta Lilliehöök      | Gösta Åsbrink          | Georg de Laval         |
| 1920 Antwerpia      | Gustaf Dyrssen        | Erik de Laval          | Gösta Runö             |
| 1924 Paryż          | Bo Lindman            | Gustaf Dyrssen         | Bertil Uggla           |
| 1928 Amsterdam      | Sven Thofelt          | Bo Lindman             | Helmut Kahl            |
| 1932 Los Angeles    | Johan Oxenstierna     | Bo Lindman             | Richard Mayo           |
| 1936 Berlin         | Gotthard Handrick     | Charles Leonard        | Silvano Abba           |
| 1948 Londyn         | William Grut          | George B. Moore        | Gösta Gärdin           |
| 1952 Helsinki       | Lars Hall             | Gábor Benedek          | István Szondy          |
| 1956 Melbourne      | Lars Hall             | Olavi Mannonen         | Wäinö Korhonen         |
| 1960 Rzym           | Ferenc Németh         | Imre Nagy              | Robert Beck            |
| 1964 Tokio          | Ferenc Török          | Igor Nowikow           | Albiert Mokiejew       |
| 1968 Meksyk         | Björn Ferm            | András Balczó          | Pawieł Ledniow         |
| 1972 Monachium      | András Balczó         | Borys Oniszczenko      | Pawieł Ledniow         |
| 1976 Montreal       | Janusz Pyciak-Peciak  | Pawieł Ledniow         | Jan Bártů              |
| 1980 Moskwa         | Anatolij Starostin    | Tamás Szombathelyi     | Pawieł Ledniow         |
| 1984 Los Angeles    | Daniele Masala        | Svante Rasmuson        | Carlo Massullo         |
| 1988 Seul           | János Martinek        | Carlo Massullo         | Wachtang Iagoraszwili  |
| 1992 Barcelona      | Arkadiusz Skrzypaszek | Attila Mizsér          | Eduard Zienowka        |
| 1996 Atlanta        | Aleksandr Parygin     | Eduard Zienowka        | János Martinek         |
| 2000 Sydney         | Dmitrij Swatkowski    | Gábor Balogh           | Pawieł Douhal          |
| 2004 Ateny          | Andriej Moisiejew     | Andrejus Zadneprovskis | Libor Capalini         |
| 2008 Pekin          | Andriej Moisiejew     | Edvinas Krungolcas     | Andrejus Zadneprovskis |
| 2012 Londyn         | David Svoboda         | Cao Zhongrong          | Ádám Marosi            |
| 2016 Rio de Janeiro | Aleksandr Lesun       | Pawło Tymoszczenko     | Ismael Hernandez       |
| 2021 Tokio          | Joe Choong            | Ahmed El-Gendy         | Jun Woong-tae          |
| 2024 Paryż          | Ahmed El-Gendy        | Taishu Sato            | Giorgio Malan          |

### Drużynowo
| Rok i miejsce    | Zwycięzca                                                            | 2. miejsce                                                              | 3. miejsce                                                            |
| ---------------- | -------------------------------------------------------------------- | ----------------------------------------------------------------------- | --------------------------------------------------------------------- |
| 1952 Helsinki    | Węgry · Gábor Benedek · Aladár Kovácsi · István Szondy               | Szwecja · Lars Hall · Thorsten Lindqvist · Claes Egnell                 | Finlandia · Olavi Mannonen · Lauri Vilkko · Olavi Rokka               |
| 1956 Melbourne   | ZSRR · Igor Nowikow · Aleksandr Tarasow · Iwan Dieriuchin            | Stany Zjednoczone · George Lambert · William Andre · Jack Daniels       | Finlandia · Olavi Mannonen · Wäinö Korhonen · Berndt Katter           |
| 1960 Rzym        | Węgry · Ferenc Németh · Imre Nagy · András Balczó                    | ZSRR · Igor Nowikow · Nikołaj Tatarinow · Hanno Selg                    | Stany Zjednoczone · Robert Beck · George Lambert · Jack Daniels       |
| 1964 Tokio       | ZSRR · Igor Nowikow · Albiert Mokiejew · Wiktor Miniejew             | Stany Zjednoczone · James Moore · David Kirkwood · Paul Pesthy          | Węgry · Ferenc Török · Imre Nagy · Ottó Török                         |
| 1968 Meksyk      | Węgry · András Balczó · István Mona · Ferenc Török                   | ZSRR · Borys Oniszczenko · Pawieł Ledniow · Stasys Šaparnis             | Francja · Raoul Gueguen · Lucien Guiguet · Jean-Pierre Giudicelli     |
| 1972 Monachium   | ZSRR · Borys Oniszczenko · Pawieł Ledniow · Władimir Szmielow        | Węgry · András Balczó · Zsigmond Villányi · Pál Bakó                    | Finlandia · Risto Hurme · Veikko Salminen · Martti Ketela             |
| 1976 Montreal    | Wielka Brytania · Jim Fox · Danny Nightingale · Adrian Parker        | Czechosłowacja · Jan Bártů · Bohumil Starnovský · Jiří Adam             | Węgry · Tamás Kancsal · Tibor Maracskó · Szvetiszláv Sasics           |
| 1980 Moskwa      | ZSRR · Anatolij Starostin · Pawieł Ledniow · Jewgienij Lipiejew      | Węgry · Tamás Szombathelyi · Tibor Maracskó · László Horváth            | Szwecja · Svante Rasmuson · Lennart Pettersson · George Horvath       |
| 1984 Los Angeles | Włochy · Daniele Masala · Pier Paolo Cristofori · Carlo Massulo      | Stany Zjednoczone · Michael Storm · Robert Gregory Losey · Dean Glenesk | Francja · Paul Four · Didier Boube · Joel Bouzou                      |
| 1988 Seul        | Węgry · János Martinek · Attila Mizsér · László Fábián               | Włochy · Carlo Massullo · Daniele Masala · Gianluca Tiberti             | Wielka Brytania · Richard Phelps · Dominic Mahony · Graham Brookhouse |
| 1992 Barcelona   | Polska · Arkadiusz Skrzypaszek · Dariusz Goździak · Maciej Czyżowicz | WNP · Anatolij Starostin · Dmitrij Swatkowski · Eduard Zienowka         | Włochy · Gianluca Tiberti · Carlo Massullo · Roberto Bomprezzi        |

## Kobiety
| Rok i miejsce       | Zwycięzca          | 2. miejsce         | 3. miejsce           |
| ------------------- | ------------------ | ------------------ | -------------------- |
| 2000 Sydney         | Stephanie Cook     | Emily de Riel      | Kate Allenby         |
| 2004 Ateny          | Zsuzsanna Vörös    | Jeļena Rubļevska   | Georgina Harland     |
| 2008 Pekin          | Lena Schöneborn    | Heather Fell       | Wiktorija Tereszczuk |
| 2012 Londyn         | Laura Asadauskaitė | Samantha Murray    | Yane Marques         |
| 2016 Rio de Janeiro | Chloe Esposito     | Élodie Clouvel     | Oktawia Nowacka      |
| 2021 Tokio          | Kate French        | Laura Asadauskaitė | Sarolta Kovács       |
| 2024 Paryż          | Michelle Gulyás    | Élodie Clouvel     | Seong Seung-min      |